# 미국 항공 및 우주 장비 명명법
미국 항공 및 우주 장비 명명법은 현재 미국이 자국 군용기를 비롯한 항공/우주 장비의 제식 명칭을 정하는 방법을 규정한 것이다. 주로 앞에 영문 약자로 표현되는데 이를 알면 해당 기종의 용도를 알 수 있다. 미국 육/해/공군 공통이다.
이 명명법은 1962년에 제정된 통합명명법에 따라 제정된 것이다. 그 이전에는 똑같은 기종이라도 서로 부르는 이름이 달랐다. 대표적인 사례가 F-4 팬텀의 경우인데, 원래 미국 해군은 이 기체를 F4H라고 불렀으며, 통합명명법이 발효되기 전에 미 공군은 이 기체를 F-110 이라고 명명했었다.
미국 군용기는 기본임무부호와 개량임무부호, 개량부호, 블록부호, 통상명칭/애칭 등으로 구성되어 있다.

## 군용 항공기

### 기본 임무 부호
- A : 공격기. Attack. 적 전투기보다 지상 및 해상의 특정 목표물 공격에 주력한다. 예) A-6, A-10
- B : 폭격기. Bomber. 예) B-2
- C : 수송기. Cargo. 예) C-130, C-5
- E : 전자전기. Electronic warfare. 전자전 임무를 맡는 군용기에 사용된다. 예) E-3 센트리, E-8 조인트스타즈
- F : 전투기. Fighter. 제공 임무를 담당하는 것을 가리킨다. 예) F-16 파이팅 팰콘, F-4 팬텀, F-22 랩터
- FB : 전투폭격기. Fighter-Bomber.  예) FB-111. 단, F-15E는 예외적으로 FB를 붙이지 않았다.
- H : 헬기. Helicopter. 또는 탐색구조기. Search and Rescue(SAR).
- K : 공중급유기. Tanker.
- L : 연락기. Liaison.
- M : 다목적기. Multi-Mission. 예) MH-53
- O : 관측기. Observation. 전선통제기에 주로 붙인다.
- P : 초계기. Patrol. 예) P-3 오라이언
- Q : 무인기. UAV. 예) MQ-1 프레데터
- R : 정찰기. Reconnaissance
- S : 대잠기. Anti-Submarine. 예) S-3 바이킹
- T : 훈련기. Trainer. 예) T-6 텍산 II, T-38 탤론
- U : 범용기. Utility.
- V : 수직이착륙기. VTOL : Vertical TakeOff and Landing. 예) V-22
- W : 기상관측기. Weather.
- X : 실험기. eXperimental.  X가 미지수를 나타내는 것에서 유래하였다.
- Y : 시제기. Prototype.  정식 채택되기 전 개발 경쟁 중인 기종에 붙인다. 대개는 해당 군용기의 기본 임무 기호 앞에 붙여서 사용한다. 예) YF-17, YF-23

### 임무 개조 기호
미국 군용기는 기존 기체를 이용하여 다른 용도로 개발하는 경우 원래 이름 앞에 개량된 임무를 나타내는 기호를 붙인다.
- AC : 수송기(C)를 공격기(A)로 개조. 예) AC-130
- RF : 전투기(F)를 정찰기(R)로 개조. 예) RF-4C
- OA : 공격기(A)에 관측기(O) 임무 부여 내지는 개조. 예) OA-10A
- EF : 전투기(F)를 전자전기(E)로 개조. 예) EF-111
- EA : 공격기(A)를 전자전기(E)로 개조. 예) EA-6B 프라울러
- EP : 초계기(P)를 전자전기(E)로 개조. 예) EP-3
- AH : 공격헬리콥터 (Attack Helicopter). 예) AH-64 아파치
- UH : 다용도헬리콥터 (Utility Helicopter). 예) UH-60 블랙호크
- RQ : 무인 정찰기. 예) RQ-4 글로벌 호크
- AV : 공격기(A)에 수직이착륙(V)기능 예) AV-8B 해리어+2

이러한 명명법은 사전에 정해져있다기보다 개조 후에 붙이는 이름들이다.
여기서 예외가 F/A-18 호넷인데, F/A라는 표기는 이 비행기가 공격기(A)를 전투기(F)로 개조했다는 것이 아니라 두 가지 임무를 모두 수행한다는 의미이다. 또한 VH-60,VC-25의 경우의 V는 수직이착륙기가 아닌 VIP라는 용어로 사용된다

### 개량부호와 일련번호
기본임무는 변화하지 않고 장비나 내부구조가 변경될 경우 기본 명 뒤에 붙인다. F-16의 경우, Block이란 단위를 써서 같은 개량 계열 내에서도 변경된 경우에 붙이고 있다. F-16 C/D Block 50/52, Block 60 같은 예이다(참고로 한국의 KF-16은 F-16 C/D Block 50/52 수준이며, 이전에 도입된 기체는 F-16 C/D Block 30이다)
또 군용기 수출시에 고객 국가의 요구에 따라 개조가 이루어진 경우에는 고객의 영문 이니셜을 뒤에 붙이고 있다. 다음과 같은 경우가 있다. 그러나 개조없이 수출한 경우(다운그레이드한 경우 제외)에는 원래 명명된 이름으로 수출한다.
- 대한민국 : F-15K (KF-16은 대한민국에서 국내 생산한 관계로 대한민국에서 붙인 이름이다)
- 일본 : F-15J, F-4J (Japan)
- 사우디아라비아 : F-15S (Saudi Arabia)
- 이스라엘 : F-16I, F-15I (Israel)
- 싱가포르 : F-15SG (Singapore)

이 경우에도 예외가 있는데 이러한 명명법이 일반화되기 전인 1970년대에 독일에 수출한 F-4F이다. 원칙대로라면 F-4G라고 해야 하나, 독일의 요구로 전폭기인 F-4E에서 전투기 기능만 남겨놓았다고 해서 F-4F로 명명하였다.

## 미사일 명명 규정

### 첨가 부호
첨가 부호는 미사일에서는 잘 사용되지 않는다.
- G : Grounded 지상설치
- J : Temporary Special Test 임시 특별 시험
- N : Permanent Special Test 영구 특별 시험
- X : Experimental 실험용
- Y : Prototype 시제기
- Z : Planning 계획중

### 앞쪽 부호

#### 발사 환경(첫째 부호)
- A : Air-launched 공중 발사
- B : Multiple 다용도
- C : Coffin 관형발사기
- F : Individual 개인휴대 발사
- G : Ground-Launched 지상 발사
- H : Silo-Stored 사일로 저장
- L : Silo-Launched 사일로 발사
- M : Mobile 이동식
- P : Pad 비방호(야전) 발사
- R : Ship-Launched 함정 발사
- S : Space-Launched 우주 발사
- U : Underwater-Launched 수중(잠수함} 발사

#### 임무(둘째 부호)
- C : Transport 수송용
- D : Decoy 교란용
- E : Electronics 통신 전자용
- G : Ground(Surface) Attack 지상(대지) 공격용
- I : Intercept Aerial 공중 요격용
- L : Launch detection 발사 탐지용
- M : Scientific 과학용
- N : Navigation 항법용
- Q : Drone 원격 조정 무인 비행
- S : Space support 우주 지원용
- T : Training 훈련용
- U : Underwater 수중 공격용
- W : Weather 기상용

#### 운반체 종류
- B : Booster 기체보조 추진력
- L : Launch Vehicle 발사 차량
- M : Guided Missile 유도 미사일
- N : Probe 탐사용 비행체
- R : Rocket 로켓
- S : Satellite 인공위성